# Prava životinja
Prava životinja podrazumijevaju uvjerenje da se prema njima odnosimo s poštovanjem, pravo na tjelesni integritet i pravo na slobodu kretanja. Samo neke životinjske vrste imaju zakonsku zaštitu kao što su mačke i psi, što je jedan od oblika diskriminacije vezana za prava životinja. Ljudi uvažavaju životinje koje imaju neku funkciju (terapeutske, društvene ili uslužne svrhe). Kada ljudi smatraju da nemaju koristi, iskorištavaju životinje za hranu, a njihova prava vrijednost se ignorira.
Pokret za zaštitu prava životinja jednak je zaštiti ljudskih prava, no pokret je tek u svojim začecima.  Kršenje prava životinja nije moralno opravdano, kao što je slučaj i s ljudskim pravima.